# Rudolf Bogatsch
Rudolf Bogatsch (* 14. September 1891 in Breslau; † 1970 in Seis am Schlern) war ein deutscher General der Flieger und Autor kriegswissenschaftlicher und militärpolitischer Studien.

## Leben
Von 1910 bis 1935 war er Berufsoffizier des Heeres und nahm ab 1917 am Ersten Weltkrieg teil. 12 Jahre diente er in Stellen des Truppengeneralstabs und des Reichswehrministeriums. 1923/24 studierte er an der Universität Breslau Völker- und Staatsrecht sowie Volkswirtschaft.
Nach seiner Übernahme in die Luftwaffe im Frühjahr 1935 wurde er Divisionskommandeur in Dresden, Amtschef im Reichsluftfahrtministerium und ab Anfang 1939 Befehlshaber der Heeresflieger. Zuletzt war er ab Mitte 1944 General der Flieger und Kommandierender General des IV. Flakkorps an der Westfront.
Nach seiner Gefangenschaft arbeitete er ab 1948 erst als Hilfsarbeiter, dann als Repräsentant einer großen Baufirma in München und begann kriegswissenschaftliche und militärpolitische Studien zu verfassen.

## Werke
- Politische und militärische Probleme nach dem Frankreichfeldzug In: Europäische Publikation e.V. (Hrsg.): Vollmacht des Gewissens. München 1965, Band 2, S. 11–145.